# Prison Song
«Prison Song» —en español: «La canción de la prisión»— es la primera canción de System of a Down de su segundo álbum de estudio Toxicity, lanzado en el año 2001. La canción fue lanzada como un sencillo promocional para la radio, y un video promocional en vivo de la canción.
Escrito por Serj Tankian y Daron Malakian, la letra trata sobre la cárcel de Estados Unidos como complejo industrial, el más grande del mundo. La canción expresa la creencia de que el gobierno es parcialmente responsable de la propagación del uso de drogas y por lo tanto un poco responsable del hecho de que más de la mitad de los reclusos en prisiones federales estadounidenses están encarcelados por cargos relacionados con drogas.
Aunque la canción es cantada casi totalmente por el vocalista Tankian, unas líneas antes del coro son cantadas por Malakian, quien se mofa, "I buy my crack, my smack, my bitch right here in Hollywood" (Yo compro mi crack, mi heroína, mi perra aquí en Hollywood) . El verso "...aquí en Hollywood" en vivo se ha cambiado en función de dónde se lleva a cabo, como Vancouver, Los Ángeles, Chicago.
Esta es una de las pocas canciones en Toxicity en la que se usan voces guturales, las cuales son cantadas por Malakian en la parte del coro "They're trying to build a prison". Serj también utiliza su propia técnica de guturales al cantar la parte en que se repite "For you and I!"
Hubo un CD con la versión demo de la canción publicado por System of a Down llamado Beno's Copy.
La canción fue incluida en las compilaciones Visions: All Areas Volume 19 , Underskin Promo, Kerrang! Life is Loud - Noise Annoys Vol. 1, Oorgasm Vol. 6 y Metal Hammer 2001

## Listado de canciones
| CD, EP, Promo |               |          |  |
| N.º           | Título        | Duración |  |
| 1.            | «Prison Song» | 3:30     |  |
| 2.            | «X»           | 2:01     |  |

## Personal
- Serj Tankian: Voz principal y teclado electrónico
- Daron Malakian: Voz secundaria y guitarra
- Shavo Odadjian: bajo
- John Dolmayan: batería y percusiones